# Скулкейт, Тристан
Тристан Скулкейт (англ. Tristan Schoolkate; род. 26 февраля 2001, Перт) — австралийский теннисист.

## Общая информация
Тристан Скулкейт родился 26 февраля 2001 года в Перте, в Австралии. Начал заниматься теннисом в возрасте четырёх лет, тренировался с отцом, который являлся тренером по теннису в Клермонтском лаун-теннисном клубе.
В августе 2015 года Тристан представлял Австралию на финале юниорского чемпионата мира по теннису ITF в Простееве, в Чехии.

## Спортивная карьера
В 2019 году дебютировал в основной сетке Мирового теннисного тура ITF среди мужчин на турнире в Дарвине. В основной сетке ATP Challenger Tour дебютировал в октябре 2019 года в Траралгоне.

### 2021
В январе 2021 года Скулкейт вышел во второй раунд квалификации Открытого чемпионата Австралии в мужском одиночном разряде, проиграв там Бернарду Томичу.
В 2021 году дебютировал на турнирах ATP-тура на Great Ocean Road Open, получив wildcard в основную сетку, где в первом же поединке проиграл Ботику ван де Зандсхюльпу в двух сетах.
В сентябре 2021 года австралиец выиграл свой первый титул ITF в одиночном разряде в Плезире. В октябре 2021 года выиграл свой первый титул ITF в парном разряде.

### 2022—2024
В январе 2022 года Скулкейт сыграл в первом раунде квалификации Открытого чемпионата Австралии в мужском одиночном разряде. В 2023 году проиграл в третьем раунде квалификации Открытого чемпионата Австралии в мужском одиночном разряде.
На международном челленджере в Гуанчжоу в 2024 году победил соотечественника и третьего сеяного Адама Уолтона и завоевал свой первый трофей в одиночном разряде. На том же турнире выиграл титул в парном разряде.
На Открытом чемпионате Уинстон-Сейлема 2024 года, турнир ATP-250, Тристан прошёл квалификацию в основную сетку, но проиграл в первом же раунде.
В августе 2024 года австралиец получил Wild-card на Открытый чемпионат США. В первом раунде одержал свою первую победу на Больших шлемах, одолев Таро Дэниэла из Японии. Во втором матче уступил в пятисетовом поединке Якубу Меншику из Чехии.

## Рейтинг на конец года
| Год  | Одиночный рейтинг | Парный рейтинг |
| 2023 | 260               | 159            |
| 2022 | 367               | 210            |
| 2021 | 623               | 494            |
| 2020 | 839               | 993            |
| 2019 | 865               | 1039           |